# Урожайне (Феодосійський район)
Урожа́йне (до 1945 року — Фернга́йм, крим. Fernğaym, нім. Fernheim) — село Феодосійського району Автономної Республіки Крим. Розташоване на сході району.
Відстань від райцентру до населеного пункта становить 42 кілометрів по прямій.

## Відомі люди
- Алієв Сейхан Фамалович (1991) — український футболіст, півзахисник і нападник «Сталь» (Кам'янське).